# Coalesce
Coalesce is een Amerikaanse metalcoreband afkomstig uit Kansas City, Missouri. De band heeft tot op heden vier studioalbums, drie verzamelalbums en een reeks splitalbums, ep's en singles laten uitgeven. Coalesce werd in 1999 voor enkele jaren opgeheven maar is sinds 2005 weer actief.

## Geschiedenis

### Vroege jaren (1994-1996)
Vóór de oprichting van Coalesce waren gitarist Jes Steineger en bassist Stacy Hilt lid van de Krishnacore-band Amara, was Jim Redd de drummer van de alternatieve metalband Loathe en Sean Ingram was de frontman van de straight edge-band Restrain, allen uit Kansas City, Missouri. Zowel Amara als Restrain hadden al meerdere keren samen opgetreden en waren bevriend. Steineger en Hilt wilden van hun kant een nieuwe band oprichten en waren op zoek naar een drummer, en na Jim Redd te hebben gevonden tijdens een show, waren ze onder de indruk van zijn muzikale vaardigheden en vormden ze samen Breach in januari 1994. Ingram deed in 1994 auditie voor Breach. De band veranderde hun naam in Coalesce om verwarring met een Zweedse band met dezelfde naam te voorkomen.
De Britse divisie van Earache Records was onder de indruk van de demo van Coalesce en nodigde hen uit om een ep op te nemen. De ep, getiteld 002, werd in één dag opgenomen en uitgebracht in 1995. 002 markeert het begin van Coalesce's relatie met Red House Studios en producer Ed Rose, die het volgende materiaal van Coalesce zou opnemen.
In de zomer van 1995 begon Coalesce aan een grote tournee om 002 te promoten samen met de bands Bloodlet en 108. Tijdens de tour liepen de spanningen tussen de leden hoog op, waarna Coalesce al in maart 1996 volledig werd ontbonden. In juli 1996 belde gitarist Jes Steineger naar Sean Ingram en de twee besloten om de band te hervormen. Stacy Hilt werd de nieuwe basgitarist en James Dewees drummer. Voormalig drummer Jim Redd besloot om niet opnieuw lid te worden van de band omdat hij op dat moment studeerde aan de Universiteit van Maryland.

### Give Them RopeenFunctioning on Impatience(1997-1998)
In 1997 schreef Coalesce het debuutalbum, getiteld Give Them Rope, dat tevens dat jaar werd opgenomen en uitgebracht via het platenlabel Edison Recordings. Na wekenlang nieuw materiaal te hebben gespeeld tijdens een tour, begon het werk aan wat uiteindelijk Functioning on Impatience zou worden, maar de toenemende uitputting van Stacy Hilt vanwege hun agressieve optredens leidde ertoe dat hij de band verliet. Nadat Hilt de band verliet, werd hij vervangen door Nathan Ellis, een gitarist die bereid was naar de bas over te schakelen om zo lid te worden van een van zijn favoriete bands. Coalesce ging in het voorjaar van 1998 Red House Studios binnen om het album Functioning on Impatience in drie dagen op te nemen. Het album werd die zomer uitgebracht.

### 0:12 Revolution in Just Listening(1999-2004)
Nadat Steineger niet langer deel uitmaakte van de Hare Krishna-beweging, werd Coalesce aangeboden om samen te werken met het christelijke platenlabel Solid State Records, maar uiteindelijk werd het afgewezen vanwege hun "vluchtige" karakter. Nadien tekenden ze samen met Relapse Records en de band nam het volgende studioalbum op, getiteld 0:12 Revolution in Just Listening. Coalesce bleef echter gevoelig voor onderlinge ruzies en ging meerdere keren uit elkaar. De band hervormde in 2002 zonder Jes Steineger en verving hem door Cory White voor een nationale tournee en korte opnames.

### Ox(2005-heden)
De band is vanaf 2005 af en toe in bepaalde mate actief, om vervolgens lange tijd weer niks van zich te laten horen. Gedurende deze periode heeft Coalesce onder andere enkele singles, videoalbums en ep's laten uitgeven, evenals het vierde studioalbum, getiteld Ox. Het album werd uitgegeven op 9 juli 2009 via Relapse Records. De band heeft daarnaast ook door meerdere landen getoerd en sporadische optredens gegeven op verschillende festivals.

## Leden
| Huidige leden - Sean Ingram - zang - Jes Steineger - gitaar - Nathan Ellis - basgitaar - Nathan "Jr." Richardson - drums | Voormalige leden - Jim Redd - drums - James Dewees - drums - Stacy Hilt - basgitaar - Cory White - gitaar |

## Beknopte discografie
Studioalbums
- Give Them Rope (1997)
- Functioning on Impatience (1998)
- 0:12 Revolution in Just Listening (1999)
- Ox (2009)

Verzamelalbums
- Coalesce (1996)
- 002: A Safe Place (2000)
- Last Call for the Living (2000)